# Бомбардировка Ауденарде
Бомбардировка Ауденарде 23—25 марта 1684 — военная операция французской армии маршала Юмьера во Фландрии в ходе войны присоединений.

## История
Начавшаяся в 1683 году из-за претензий Людовика XIV на Люксембург франко-испанская война быстро выявила военную несостоятельность Испании. Губернатор Испанских Нидерландов маркиз ди Грана не располагал ни деньгами, ни людьми для эффективной обороны. Генеральные штаты Нидерландов, обеспокоенные прогрессом французов, предложили испанцам направить на помощь восемь тысяч солдат, но дипломатические агенты Людовика сумели вывести Голландию из войны.
Тем временем французы взяли Куртре и Диксмёйде, опустошили равнинную страну, и 22 марта маршал Юмьер и барон де Кенси, подошедшие к Ауденарде с 12-тысячной армией, расположились на Эделарских высотах, где установили батареи мортир и камнеметов. На следующий день через два часа после восхода началась бомбардировка города.
Губернатор Ауденарде барон де Курьер приказал горожанам следить за возгораниями. В обороне также участвовали герцог де Бехар, полковник Боссю и командир гарнизона дон Мартин де Лос Риос.
Французы бомбардировали город в течение 58 часов, выпустив более 3500 ядер, 3000 зажигательных каркасов и 2500 бомб, постепенно смещая огонь к центру Ауденарде. Жители в ужасе и панике бежали из города. Из примерно шести сотен домов только 158 остались неповрежденными, а почти четыре с половиной сотни были уничтожены или сильно разрушены.
Были разрушены бегинаж, обитель черных сестер, аббатство Магдендал, Сионский монастырь. Замок Памел был обращен в дымящиеся руины, а окружавшие его деревья вырваны из земли. Ратуша загорелась в двух местах, но оба раза её удавалось потушить. Церкви Святой Вальбурги и Богоматери сильно пострадали, и лишь монастыри иезуитов и капуцинов избежали значительных разрушений. Корабли, стоявшие на Шельде, были потоплены, значительное число грузов уничтожено. Кладбища были завалены выброшенными из земли обломками гробов и трупами, создававшими невыносимую вонь.
Воскресным утром 26-го французы спустились с Эделара на равнину, чтобы предаться «всем видам бандитизма». После падения Люксембурга 29 июня голландцы подписали с французами Гаагский договор о 20-летнем перемирии, испанцы присоединились к нему 10 августа, добившись реституции Куртре и Диксмёйде. Император Леопольд I подписал соглашение 16 августа.
После установления мира Ауденарде был перестроен в стиле классицизма, но мануфактура готлисового ковроткачества, и без того с трудом выживавшая, уже не смогла восстановиться, как по причине разрушений и вызванного войной хозяйственного упадка, так и из-за того что французы ранее переманили часть мастеров, чтобы наладить производство гобеленов на королевской мануфактуре в Бове.
Бомбардировка Ауденарде, наряду с аналогичными акциями устрашения, проведенными французами против Алжира (1682 и 1683), Люксембурга (декабрь 1683) и Генуи (май 1684) положила начало практике, широко распространившейся через несколько лет во время войны Аугсбургской лиги.

## Комментарии
1. ↑  Франсуа-Луи-Бальтазар д’Онньи (1622—1686), сеньор и барон де Курьер (Courrières) и д’Урж, член Военного совета Его Католического Величества, кампмейстер кавалерийского полка, бригадир валлонской кавалерии (1671), губернатор и великий бальи города и шателении Ауденарде (1679)